# 穆罕默德·奥韦斯
穆罕默德·奥韦斯（阿拉伯语：‎，1991年10月10日—）是沙特阿拉伯的职业足球运动员，司职门将，现效力于沙特阿拉伯职业足球联赛的希拉爾，他也代表沙特阿拉伯国家足球队。

## 荣誉
利雅得艾沙比
- 沙特國王盃（1）：2014
- 沙特超级盃（1）：2014

希拉尔
- 沙特阿拉伯职业足球联赛（1）：2021-22